# راديو إنترنت
راديو الإنترنت أو اذاعة الشبكة أو راديو.نت هو مصطلح يشير إلى استخدام الإنترنت لتقديم الخدمات الإذاعية. تقنياً فإن المواد الإذاعية المقدمة من خلال الويب أو الإنترنت لا يتم إرسالها عبر خطوط لاسلكية، لذا تطلق التسمية إذاعة ويب. من مميزات مذياع الشبكة (الإنترنت) انخفاض تكلفة إدارة الخدمة الإذاعية وتشغيلها، وإمكانية وصولها إلى أي مستمع يستخدم الشبكة في أي مكان في العالم.
يمكن أن تنشأ محطات الإذاعة التقليدية موقعاً خاصاً بها على الشبكة (الإنترنت)، وتبدأ في بث محتوياتها. كما أن العديد من محطات الإذاعة في الشبكة (الإنترنت) هي محطات خاصة بمستخدمين أو شركات لا تمتلك محطات إذاعية تقليدية.

## تقنية راديو الإنترنت
أفضل الطرق لتقديم البث الإذاعي عبر الشبكة (الإنترنت) هي من خلال استعمال نسق الوسائط المتعددة مثل إم بي ثري
من مزايا مذياع الشبكة (الإنترنت) انخفاض تكلفة الإدارة والتشغيل، حيث لا حاجة لاستئجار معدات إلكترونية وأسلاك للتوصيل وخلافه، ولا حاجة لتوظيف تقنيين لإدارة المحطة. كما تتميز محطات الإذاعة في الشبكة بعدم الحاجة إلى المنافسة على نطاقات التردد بخلاف المحطات الإذاعية التقليدية.
وكان لافتاً أن التخصص انتقل إلى تلك الظاهرة الجديدة نسبياً على الوطن العربي. ولم يمنع عصر ثقافة الصورة الذي نعيشه في ما تبثه القنوات الفضائية على مدار الـ24 ساعة، من عودة الاستماع للإذاعات والإقبال عليها، وكأنها استراحة للعين مما تحفل به الصورة نفسها من مشاهد العنف والقتل والجوع السائدة في الكثير من بلدان العالم وبخاصة الدول النامية. كما يعيد هذا الإقبال لحاسة الأذن فعاليتها في التقاط المشهد بزوايا تأمل خاصة، ويكثف من فكرة المزاج التي ترتبط سيكولوجيا بحاسة السمع، ومن ثم انتقل الكثير من الجمهور من خانة المشاهدين إلى خانة المستمعين.. إلكترونيا.

## تاريخ
يعود تاريخ الإذاعة في الشبكة (الإنترنت)إلى العام 1993 في الولايات المتحدة، حيث أطلق كارل مالاماد برنامج مقابلات عبر الشبكة، يقابل فيها خبيراً تقنياً كل أسبوع وتبث المقابلة عبر الشبكة. وقد كانت تلك الإذاعة تحمل اسم «إنترنت تالك راديو» وكانت تبث لعدد محدود من الساعات على مدار اليوم، تبعتها أول إذاعة إنترنت تبث على مدار اليوم في أميركا أيضا عام 1995 تحت اسم «اتش. كي».

## نموذج أعمال
يمكن أن تدر محطات الراديو التي تستخدم الإنترنت عوائد مادية من خلال تقديم فقرات إعلانية تتخلل برامجها. هذه العوائد قد تستخدم في تغطية تكاليف البث، أو في تحسين الخدمة.

## روابط مفيدة
محرك بحث راديو الإنترنت: http://www.radio-locator.com
موقع حفظ راديو الإنترنت: http://www.saveinternetradio.org
موقع راديو الإنترنت للأطفال: http://www.kir.org
دليل راديو الإنترنت: http://www.radiotower.com نسخة محفوظة 1 مايو 2015 على موقع واي باك مشين.
الموالف الافتراضي Vtuner: http://www.vtuner.com
الإذاعات العربية والعالمية: http://www.al7sni.com/tv.htm